# Colin Irish
Colin Lloyd Brian Irish (* 3. März 1961 in London, England) ist ein ehemaliger englischer Basketballspieler. Nach dem Studium in den Vereinigten Staaten kehrte Irish in sein Geburtsland zurück, wo er erfolgreich professionell spielte und mehrmals Meisterschaften gewann sowie als „Most Valuable Player“ (MVP) ausgezeichnet wurde. Mit der englischen Nationalmannschaft konnte sich Irish jedoch nicht für Endrunden oder die Olympischen Spiele qualifizieren.

## Karriere
Irish studierte von 1979 an der Bowling Green State University in Ohio, wo er für die Hochschulmannschaft Falcons in der Mid-American Conference (MAC) der NCAA spielte. In seiner ersten Saison hatte Irish mit einer Wurfquote von über 50 % seinen besten statistischen Wert in seiner Collegekarriere und erzielte als „Freshman“ beachtliche knapp 13 Punkte pro Spiel. In seiner Collegekarriere kam er insgesamt auf 1.567 Punkte und rangiert damit mannschaftsintern unter den „Top Ten“ der ewigen Bestenliste der Falcons. Die Falcons erreichten beim Meisterschaftsturnier der MAC das Endspiel, das gegen die Rockets der University of Toledo verloren ging. Beim anschließenden „National Invitation Tournament“ (NIT) schieden sie zum Auftakt in der ersten Runde aus. In der Saison 1980/81 hatten sie gleichauf mit anderen Mannschaften die beste Bilanz in der regulären Saison der MAC, kamen aber im Meisterschaftsturnier nicht sehr weit. Anschließend konnte Irish in nur vier Spielen der folgenden Saison eingesetzt werden, die für ihn als „red-shirted“ (ausgesetzt) gewertet wurde. In der Saison 1982/83 hatte man nun allein die beste Bilanz aller Mannschaften der MAC, verlor aber erneut das Finalspiel des Meisterschaftsturniers, diesmal gegen die Bobcats der Ohio University, und auch das Erstrundenspiel im NIT. In der aufgrund der ausgesetzt gewertet dritten College-Saison fünften NCAA-Spielzeit von Irish konnten die Falcons keine weiteren Erfolge feiern. Irish wurde im Entry Draft der Profiliga NBA in der fünften Runde von den Washington Bullets ausgewählt, aber nicht in deren Saisonkader übernommen. Der fünf Jahre später ausgewählte Steve Bucknall gilt somit als erster britischer NBA-Profi.

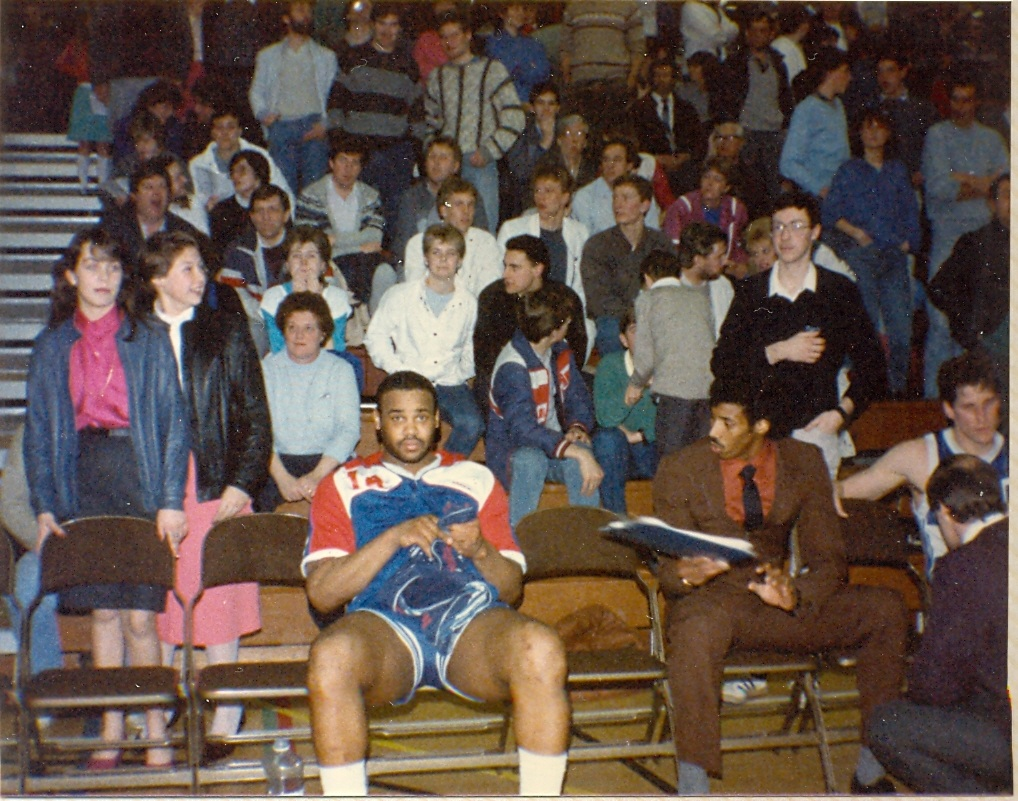
Irish im Jahr 1986 mit Blick in die Kamera, rechts daneben Alan Cunningham im Anzug mit Klemmbrett

 Irish kehrte nach seinem Studium 1984 in sein Geburtsland zurück und wurde Profi bei der Basketballmannschaft des Fußballklubs Manchester United in der englischen „National Basketball League“ (NBL). United gewann nach dem zweiten Platz der Hauptrunde der Saison 1984/85 den Titel in den Play-offs gegen den Hauptrundenersten Kingston Kings, gegen die man das Endspiel im Pokalwettbewerb „National Cup“ noch verloren hatte. Anschließend wurde er von einem weiteren „Fußballklub“ verpflichtet. Der Eigner des FC Portsmouth, John Deacon, hatte die Telford Turbos im Januar 1985 übernommen und nach Portsmouth an die englische Südküste transferiert. Nachdem die Mannschaft in der Saison 1984/85 nur einen Sieg in der Division One der NBL geholt hatte, wurde nun bei der Konkurrenz groß eingekauft, darunter auch Alan Cunningham von den Worthing Bears. In der Saison 1985/86 holte man den dritten Platz in der Hauptrunde und ein Jahr später hatte man auf dem ersten Platz bereits die beste Bilanz aller Mannschaften der Division One. Das Endspiel im National Cup 1987 ging jedoch wie ein Jahr später gegen Titelverteidiger Kingston Kings verloren. Zur Saison 1987/88 wurde als geschlossene Profiliga die British Basketball League (BBL) eingeführt, in der neben den englischen Mannschaften der Division One auch die schottische Mannschaft MIM Livingston Aufnahme fand. In der Premierensaison erreichte Portsmouth erneut den ersten Platz in der Hauptrunde, verlor aber das Finalspiel der Play-offs gegen die einzige schottische Mannschaft der BBL. Deacon verkaufte seine Anteile am Fußballklub, fand aber keinen Interessenten für die Basketballmannschaft, die schließlich ihren Spielbetrieb einstellte. Die Eigner der United-Basketballmannschaft konnte diese verkaufen, die anschließend als Eagles weiter am Spielbetrieb der BBL teilnahmen, während vier Mannschaften bereits wieder aus der geschlossenen Liga abgemeldet wurden. Irish setzte in Manchester seine Karriere bei den Eagles fort, die jedoch in der ersten Play-off-Runde der BBL 1989 aus dem Titelrennen ausschieden. 
Für die Saison 1991/92 spielte Irish für die Kingston Kings, die die BBL in den drei Jahren zuvor dominiert hatten und es im Europapokal der Landesmeister 1990/91 unter die besten acht Mannschaften Europas geschafft hatten. Während man in der BBL weiterhin dominant war und Irish zusammen mit unter anderem Alan Cunningham alle Titel gewann, konnte man in internationalen Vereinswettbewerben an diesen Erfolg nicht mehr anknüpfen. Zur Saison 1992/93 verließen die Kings die Londoner Stadtgrenzen und zogen in eine neue Halle nach Guildford um. Der mittlerweile 37-jährige Cunningham ging als Spielertrainer, eine zu dieser Zeit übliche Personalunion in der BBL, zurück an die englische Südküste zu den Worthing Bears, die zwei Jahre zuvor in die BBL aufgenommen worden waren, und nahm Irish mit. In der Meisterschaft löste man die Kings als dominierende Mannschaft ab und gewann die reguläre Saison, in der Colin Irish zum MVP der BBL gewählt wurde. In den Play-offs schlug man im Halbfinale mit einem Punkt Unterschied die Kings, gegen die man das Pokalfinale noch verloren hatte, und gewann auch das Play-off-Finalspiel mit einem Punkt Unterschied gegen die Thames Valley Tigers. In der Qualifikation für die Hauptrunde der EM 1995 scheiterte die englische Nationalmannschaft im Sommer 1993 mit Cunningham und Irish wegen des schlechteren direkten Vergleichs gegenüber Rumänien. In der Saison 1993/94 blieben die Thames Valley Tigers die größten Rivalen der Bears, die das Halbfinale im Ligapokal „BBL Trophy“ gegen Titelverteidiger Tigers verloren, während sie im Finale im Pokalwettbewerb „National Cup“ gegen die Tigers gewannen. In den Play-offs der Meisterschaft scheiterte der Hauptrundenerste Tigers jedoch in der ersten Runde, so dass die Bears ihren Play-off-Titel im Finale gegen die Kings verteidigen konnten. In der folgenden Saison scheiterte man als Titelverteidiger im Pokalwettbewerb gleich in der ersten Runde und verlor erneut im Halbfinale der BBL Trophy gegen die Tigers. In der Meisterschaft zog man nur als Siebter in die Play-offs ein, behielt aber in der ersten Runde knapp die Oberhand gegenüber den Tigers. Nachdem man im Halbfinale den Hauptrundenersten Sheffield Sharks besiegte, war der Weg frei, um im Finale gegen Irish’ alte Mannschaft aus Manchester den Play-off-Titel zum dritten Mal in Folge zu gewinnen. In der Saison 1995/96 übernahm Irish als Spielertrainer die Geschicke der Bears und überredete seinen langjährigen Mitstreiter Cunningham, der eigentlich zurückgetreten war, eine weitere Saison dranzuhängen. Im National Cup schied man erneut früh aus, erreichte aber das Finale in der BBL Trophy, das gegen die London Towers verloren ging. Die Towers konnten bis auf die Play-offs alle Wettbewerbe der BBL in dieser Spielzeit gewinnen, denn die Bears konnten ihren Durchmarsch in den Play-offs von der Spielzeit zuvor nicht wiederholen. Als Siebter schieden sie diesmal gleich in der ersten Runde aus.
In Folge der Bosman-Entscheidung und der Aufhebung der Beschränkungen für EU-Bürger versuchten Cunningham und Irish in der Saison 1996/97 in lukrativeren Ligen auf dem europäischen Festland Fuß zu fassen. Während sich für den 41-jährigen Cunningham ein Engagement auf Kreta zerschlug, begann der sechs Jahre jüngere Irish die Saison 1996/97 jenseits des Ärmelkanals beim französischen Klub aus Cholet in der LNB Pro A. Noch während der Saison kehrte Irish jedoch nach England zurück und spielte die Spielzeit bei seinem ehemaligen Verein in Manchester, die nun als Giants antraten, zu Ende. Doch die Giants schieden als Hauptrundensechster erneut in der ersten Play-off-Runde aus. Cunningham wurde nun Spielertrainer der Solent Stars in Southampton, die nach drei Spielzeiten zu Beginn der BBL ins Ligensystem der englischen NBL zurückgekehrt waren, und holte Irish in seine Mannschaft. In der Saison 1997/98 gewann man mit nur einer Saisonniederlage die Meisterschaft der Division Two und kehrte in die Division One zurück, in der man auf Anhieb den ersten Platz in der Saison 1998/99 belegte. In der darauffolgenden Saison belegte man den dritten Platz, konnte aber in den Play-offs ins Finale einziehen, das gegen den Hauptrundenersten Teesside Mohawks verloren ging. Irish verließ die Mannschaft, wurde aber ein Jahr später als Spielertrainer für den Division One-Aufsteiger Oxford United zur Saison 2001/02 verpflichtet, dem jedoch die Lizenz  noch vor Saisonbeginn verweigert wurde. Irish sprang noch mal als Spieler für die unterklassigen Hackney White Heat 2002 ein und beendete anschließend seine Karriere im Basketball.